# 坂木優子
坂木 優子（さかき ゆうこ、1974年8月20日 - ）は 日本の元グラビアアイドル。マドモアゼルに所属していた。神奈川県川崎市出身。

## 来歴
1993年、週刊プレイボーイのグラビアにてデビュー。以降雑誌グラビア・写真集・イメージビデオ・テレビ番組・映画・Vシネマと幅広く活躍し、1990年代前半の巨乳グラビアアイドルブームの一翼を担う。
2001年5月に一般男性と結婚。2児の母親。
2022年11月、週刊プレイボーイにて20年ぶりにグラビア。11月14日にはデジタル写真集『セカンドデビュー』もリリースされた。

## 人物
サイズは身長158cm、B89cm、W56cm、H86cm（1996年当時）。血液型A型。
趣味はドライブ、絵画、映画鑑賞、読書。特技はスノーボード、マリンスポーツ（いずれも当時公表していたもの）。

## 出演

### テレビ
- 天使のU・B・U・G
- 開運!なんでも鑑定団
- バリキン7 賢者の戦略
- NEWSもぎたて朝一番
- ウゴウゴルーガ
- SMAPのがんばりましょう
- とんねるずの本汁でしょう!!
- 女神のちからこぶ
- ウラワザ海外旅行!
- おーい、ニッポン～今日はとことん富山県

### オリジナルビデオ作品
- 生贄（ikenie）（1995年）
- 怪奇百物語（2000年）

### 映画
- 新・どくだみ荘（1995年）
- F.I.S.H.（1998年）

### CM
- フランスベッド 収納家具「ギャラック」[1]
- タイヘイファミリーセット[1]
- 黄桜ビッグカップ[1]
- PC BOY MAX-90（イメージキャラクター）[1]
  - ほか

### 写真集
- TAKE OFF（1993年11月、ワニブックス、撮影：木村晴）ISBN 978-4847023453
- CUTE（1994年3月、ぶんか社、撮影：落合遼一）ISBN 978-4821120178
- ポニーテール（1994年11月、コンパス、撮影：山岸伸）ISBN 978-4906407323
- ストローク（1995年5月、ワニブックス、撮影：平田友二）ISBN 978-4847023989
- プルミエール（1996年2月、ぶんか社、撮影：井ノ元浩二）ISBN 978-4821120802
- 22‐ASIAN BREAK（1996年11月、スコラ、撮影：渡辺達生）ISBN 978-4796204149
- Rebirth（2000年2月、音楽専科社、撮影：山岸伸）ISBN 978-4872790313
- 終章（2001年2月、音楽専科社、撮影：山岸伸）ISBN 978-4872790603
- The 10th ANNIVERSARY MEMORIAL BOOK 坂木優子写真集1992‐2002（2002年10月、アクアハウス、撮影：山岸伸）ISBN 978-4860460556

### デジタル写真集
- セカンドデビュー（2022年11月14日、集英社、撮影：笠井爾示）[5]

### ビデオ・DVD
- マドンナ伝説（1993年9月、笠倉出版社）
- Dream Fantasy（1993年12月、笠倉出版社）
- SWEET VACATION と・き・め・き（1994年4月、大洋図書）
- スコラ 坂木優子special（1995年4月、スコラ）
- Final Beauty（1995年12月、竹書房）
- 恋の予感（1996年8月、日本メディアサプライ）
- 坂木優子 パート2（1997年1月、スコラ）
- 坂木優子 Amarsi （2000年11月、ハピネット・ピクチャーズ）
- アイドル黄金伝説 坂木優子 （2001年10月、ブロードウェイ）
- アイドル黄金伝説 坂木優子II （2002年6月、ブロードウェイ）

#### 携帯サイト
- 山内順仁パララ